# Bella Bestia
Bella Bestia es un grupo español de música heavy metal. Bella Bestia aparece en Vallecas, Madrid en 1983 con la formación de Tony Acebes y Manolo Arias (Niágara y Muro) en las guitarras, José María San Segundo en el bajo, Enrique Ballesteros (Coz y Ñu) a la batería y Toni Cuevas (Niágara) a la voz.
Para ver el nacimiento de Bella Bestia tenemos que remontarnos al año 1983, gracias a una idea de José María San Segundo (bajista) y conocido como PPmari y al guitarra Tony Acebes, hombre conocido en el rock madrileño por su paso en bandas como Unión Pacific, Ñu o Piel Metal (los primeros Bella Bestia). Los dos deciden formar un grupo distinto a los que se hacía en esos momentos. A ellos se les une en la primera formación de la banda Manolo Arias a la guitarra que procedía del grupo Hierba, el batería Enrique Ballesteros (ex-banzai, Ñu, Crater etc), y el primer cantante de los Bella Bestia Elías. Comienzan a hacer conciertos por Madrid con relativo éxito. Poco después llega el primer cambio a la formación. El cantante Elías es expulsado de la banda por no dar la imagen que el grupo quería y es sustituido por Tony Cuevas que había estado en grupos como Furia Animal y Tora Tora. Así llegamos al año 1984 y con esa formación es con la que Bella Bestia graba su primer álbum en los estudio Mc de Madrid y que llevaría el mismo nombre que la banda. Producido por ellos mismos y por Mario del Castillo para la compañía Feroz Record. De este primer disco solo se sacaron mil copias y es una joya de coleccionismo, aunque la compañía Avispa lo reeditó en formato CD en el año 2000. En él encontramos temas históricos de la banda como «Un puntapié en el trasero», «No fuiste capaz» o «El rey del juego». Este disco llegó a salir incluso criticado en alguna revista francesa como si se tratara de un lanzamiento de Chapa Discos, con quienes al final no se llegó a un acuerdo. Con el álbum en la calle, empiezan a dar conciertos pero Tony Cuevas se marcha a la mili y el grupo decide volver a cambiar de cantante y contratar a Pancho Martín que venía de cantar en grupos como Claxon o Hielo Hirviente. También por aquellas fechas Enrique Ballesteros deja la batería y le sustituye Enrique (la bestia). Con esta nueva formación gracias a la Junta Municipal de Ciudad Lineal, graban en la mítica sala Canciller de Ventas el 27 de septiembre de 1985 lo que estaba predestinado a ser un álbum en directo y segundo en su carrera, pero fue un desastre tanto de grabación como de producción y nunca vio la luz. En ese año tocan en el festival de las 24 horas del estudiante y la radio e incluso hacen una aparición en el programa 1,2,3; poco después Manolo Arias decide dejar Bella Bestia, según estos nunca terminó de gustarle la imagen del glam y es sustituido a la guitarra por Pepe Rubio. En enero de 1986 entran en los estudios Audiofilm para grabar el que a día de hoy es para mucha gente el mejor álbum de la banda «Lista para matar», para la compañía Nuevos Medios. Producido como el primer álbum por ellos mismos con la inestimable colaboración de Manolo Velázquez, el disco vio la luz junto con un maxi de 4 temas de los que se grabaron en el Canciller unos meses antes. En este LP la formación de grupo estaba compuesta por Pancho Martín a la voz, La Bestia a la batería, Pepe Rubio a la guitarra y voces, José María San Segundo al bajo y Tony Acebes guitarra solista. Este fue un álbum completísimo con una versión del «Fox on the run» de los Sweet y en el maxi en directo un tema que nunca salió en estudio «El gran mago». La voz de Pancho es lo que más sorprende del sonido global de la banda que ya está instalada en el glam-rock. Incluyen temas como «Bella Bestia», «Ardiendo en la noche» e incluso una balada llamada «Háblame», todas compuestas por Tony Acebes menos la versión de los Sweet. Empiezan la mejor gira del grupo y en Madrid (su casa) llenan a diario donde tocan.Como curiosidad decir que tocan en el Teatro Egaleo de Leganés en una matinal de rock a las 12 de la mañana, llenando el teatro 1 hora antes de que la banda saliera a escena. Por entonces Santi (la bestia) deja la banda y le sustituye Lamberto, aunque la gente le sigue llamando La Bestia. Las puestas en escena eran espectaculares, el batería encerrado en una jaula, bombas, e incluso con una ambulancia en el escenario. Sin duda fueron los mejores momentos del grupo, que volvieron a actuar en este año en el festival del estudiante y la radio. En 1988 la compañía les mete prisa para grabar un nuevo álbum. Ellos tenían algunos temas terminados pero no como para llenar un LP, y a todo esto se une que el guitarra Pepe Rubio abandona la banda dejándola en un cuarteto, según parece por problemas de filosofía musical. Los cuatro se meten en el estudio para grabar el que fue el tercer y último álbum de Bella Bestia. Sacado por Nuevos Medios y grabado entre enero y febrero de 1988 con el título de «No, cariño no» la formación del grupo era: Pancho a la voz, José María San Segundo al bajo, Tony Acebes a la guitarra y Lamberto a la batería. Pero las prisas no son buenas y el álbum no tuvo la aceptación que se esperaba y ninguna promoción por parte de la compañía. En aquellas fechas el rock ya estaba en declive y uno de los fundadores del grupo Tony Acebes abandona.El resto decide disolverse. Años después en 1996 se reúnen Pepe Rubio, Pancho y Pepe mari y deciden volver a escena pero no funciona y vuelven a desaparecer, en ese momento Pepe Mari forma Bethoveen R.

## Discografía
- Bella Bestia (1984)
- Lista para matar (1986)
- ¡No, cariño, no! (1988)
- Violando La Ley (2013)
- El Principio de las Cosas (2018)[2]